# Ефремов, Ставро Савельевич
Ставро Савельевич Ефремов (род. 15 сентября 1929, село Греческое, Минераловодский район, Ставропольский край, РСФСР, СССР) — советский и казахский инженер — строитель. Заслуженный строитель Казахской ССР (1972). Лауреат Государственной премии СССР (1977). Лауреат премии Совета Министров СССР (1976). Почётный гражданин города Актау (1983).

## Биография
Родился 15 сентября 1929 г. в с. Греческом, Минераловодского р-на, Ставропольского края, в крестьянской семье.
Получив среднее образование в 1947 г., поступил на учёбу в Ташкентский институт инженеров железнодорожного транспорта по специальности инженера путей сообщения и строительства.
Окончив институт в 1952 г., начал свою трудовую биографию в предприятии п/я 2 на Сахалине. В связи с консервацией строительства площадки вернулся на Ставрополье и поступил на работу по строительству г. Лермонтова.
С 1953 г. зачислен на работу старшим десятником, затем прорабом, а позднее старшим прорабом. В дальнейшем в структуре министерства среднего машиностроения работал до самого выхода на пенсию.
В 1956 г. направлен на работу в Туркмению, в центр пустыни Кызыл-Кум. Работал в должности старшего прораба, главного инженера, а потом и начальника СМУ — руководил строительством автодороги протяжённостью 242 км и промышленных объектов, а также строительством посёлка.

## Трудовая деятельность
Главным делом всей жизни стал полуостров Мангышлак в Казахстане. В мире не было до этого аналогов создания промышленных объектов и городов в местах, где природные условия представляли собой безжизненную пустыню — на сотни километров вокруг отсутствовала питьевая вода. Однако в 1959 г. в Казахстане такое строительство началось, а в 1961 г. в посёлке на Мангышлаке проживало уже 14 тысяч жителей. В 1963 г. посёлок был преобразован в г. Актау, затем, спустя короткое время, переименован в г. Шевченко. Через 10 лет весь мир назовёт его восьмым чудом света.
33 последующих трудовых года С. С. Ефремов отдал дважды орденоносному Прикаспийскому горно-металлургическому комбинату. За это время прошёл путь от старшего инженера-строителя до заместителя генерального директора комбината (1971 г.), а впоследствии и объединения по капитальному строительству.
За время трудовой деятельности С. С. Ефремова построено более двух миллионов квадратных метров жилья, 18 школ, 42 детских сада, 6 больниц, более 100 магазинов, а также административные здания и крупные промышленные объекты: химико-гидрометаллургический, азотно-туковый, сернокислотный, ремонтно-механический заводы, объекты для обустройства крановых карьеров, лучший на Каспии морской порт, опреснительные установки, железнодорожные пути протяжённостью 1600 км, ТЭЦ, ЦУВС-1, ЦУВС-2, водозаборные скважины, линии электропередач и т. д.
Как генеральный застройщик города и промышленности С. С. Ефремов был обязан обеспечивать проектно-сметной документацией приёмку качества работ, оборудованием и материалами, поставки заказчика, обеспечивать финансирование, направлять работу подрядных организаций и т. д.
Участник создания сырьевой базы атомной станции на быстрых нейронах, единственной в мире промышленной установки по опреснению морской воды, крупного в Евразии завода по выпуску сложных минеральных удобрений.
Руководил возведением промышленных и гражданских объектов в г. Лермонтове, Ставропольского края.
С 1991 года персональный пенсионер союзного значения.

## Награды и звания
- В 1972 года ему было присвоено звание «Заслуженный строитель Казахской ССР».
- В 1976 года за разработку проекта и строительство производства сложных удобрений ПГМК присуждена Премия Совета Министров СССР, а в 1977 года присуждена Государственная премия СССР «за архитектуру города Шевченко».
- 15 сентября 1983 года совместным постановлением Шевченковского городского комитета Компартии Казахстана и исполкома Шевченковского городского Совета народных депутатов за большие заслуги перед городом ему присвоено звание «Почётный гражданин города Шевченко».
- Награждён: орденом Октябрьской Революции, двумя орденами Трудового Красного Знамени, знаками «Шахтёрская Слава» (1989 г.), «Ветеран атомной энергетики и промышленности» (2003 г.), десятью медалями.